# بهي الدين بركات باشا
محمد بهي الدين بركات باشا (1889-1972) هو رجل سياسة مصري.
ولد في قرية منية المرشد في محافظة كفر الشيخ. تعلم في القاهرة وباريس. كان في البدء مدرس قانون إلى أن دخل مجال السياسة.
تولى وزارة المعارف المصرية مرتين؛ الأولى ما بين عامي 1920 و1930 والثانية ما بين ديسمبر 1937 ومايو 1938، وحصل على رتبة الباشوية في 15 فبراير 1938. اعتنى بتحسين الكتب المدرسية وأنشأ نظام للقبول في المعهد العالي للتعليم. كما انشأ لجنة لتيسير قواعد الصرف والنحو لتسهيل الدراسات العربية. افتتح هيئة الإذاعة المصرية في يناير 1938.
كان بهي الدين بركات باشا قيادي في حزب الوفد المصري أثناء زعامة سعد زغلول وفي عهد الملك فاروق.
في فبراير 1938 حصل الباشاوية وفي ابريل 1938 انتخب ليكون المتحدث الرسمي لمجلس النواب المصري وبقى في هذا المنصب لمدة عام ونصف.
تولى ديوان المحاسبة ما بين عامي 1945 و1949.
بعيد ثورة يوليو 1952، كان بهي الدين باشا عضو في مجلس الوصاية المكون من ثلاث أشخاص المنوط به الوصاية على الملك فؤاد الثاني والذي كان يبلغ من العمر ستة أشهر آنذاك. لم يكن لمجلس الوصاية صلاحيات فعلية حيث كانت في يد مجلس قيادة الثورة. تم حل مجلس الوصاية في أغسطس 1952 وتم تعيين الأمير محمد عبد المنعم كوصي وحيد على فؤاد الثاني.